# كيلي أرمسترونغ (سياسي)
كيلي أرمسترونغ (بالإنجليزية: Kelly M. Armstrong)‏ هو سياسي أمريكي، ولد في 8 أكتوبر 1976 في داكوتا الشمالية في الولايات المتحدة. نشط حزبياً في الحزب الجمهوري. وقد انتخب عضو مجلس ولاية داكوتا الشمالية ‏.

## وصلات خارجية
- الموقع الرسمي